# Петолист
Петолист је било која од приближно 500 врста грмља и зељастих биљака из рода Potentilla (породица ружа). Овај назив односи се на број листића на сложеном листу већине врста. Углавном је завичајна у северној америчкој зони и на Арктику и махом су вишегодишње. Стабљике су пузавице или усправне. Поједини цветови са 5 латица обично су жути, понекад (у хортикултури) бели или црвени.